# TCR Asia Series 2019
La stagione 2019 delle TCR Asia Series è la quinta edizione del campionato cadetto della coppa del mondo turismo. È iniziata il 5 aprile a Sepang ed è terminata il 1º settembre a Bangsaen. Luca Engstler, su Hyundai i30 N TCR, si è aggiudicato il titolo piloti, mentre la sua scuderia, il Liqui Moly Team Engstler, si è aggiudicata il titolo scuderie. Roland Hertner, su Volkswagen Golf GTI TCR, si è invece aggiudicato il titolo piloti Cup.

## Scuderie e piloti
| Scuderia                             | Vettura                 | #  | Pilota          | Classe | Gare |
| ------------------------------------ | ----------------------- | -- | --------------- | ------ | ---- |
| Liqui Moly Team Engstler             | Hyundai i30 N TCR       | 1  | Luca Engstler   |        | 1-5  |
| Liqui Moly Team Engstler             | Hyundai i30 N TCR       | 23 | Diego Morán     |        | 2-5  |
| Liqui Moly Team Engstler             | Hyundai i30 N TCR       | 26 | Théo Coicaud    |        | 1    |
| Volkswagen Team Oettinger            | Volkswagen Golf GTI TCR | 3  | Roland Hertner  | Cup    | 1-5  |
| Volkswagen Team Oettinger            | Volkswagen Golf GTI TCR | 4  | Adam Khalid     |        | 1-5  |
| Volkswagen Team Oettinger            | Volkswagen Golf GTI TCR | 23 | Diego Morán     |        | 1    |
| Leo Racing Volkswagen Team Oettinger | Volkswagen Golf GTI TCR | 99 | Lin Li          |        | 2-3  |
| Prince Racing                        | Honda Civic Type R TCR  | 2  | Kenneth Lau     |        | 1    |
| Prince Racing                        | Honda Civic Type R TCR  | 7  | Michael Choi    |        | 1    |
| MG XPower Racing                     | MG6 TCR                 | 9  | Rodolfo Ávila   |        | 4    |
| MG XPower Racing                     | MG6 TCR                 | 18 | Zhang Zhen Dong |        | 4    |
| TeamWork Motorsport                  | Audi RS3 LMS TCR        | 10 | Cherry Cheung   | Cup    | 2    |
| TeamWork Motorsport                  | Audi RS3 LMS TCR        | 11 | Alex Hui        |        | 1-3  |
| TeamWork Motorsport                  | Audi RS3 LMS TCR        | 12 | Sunny Wong      |        | 3    |
| TeamWork Motorsport                  | Audi RS3 LMS TCR        | 36 | David Lau       | Cup    | 1, 5 |
| Dongfeng Honda MacPro Racing Team    | Honda Civic Type R TCR  | 12 | Zou Si Rui      |        | 4    |
| Dongfeng Honda MacPro Racing Team    | Honda Civic Type R TCR  | 55 | Martin Xie      |        | 2-4  |
| Dongfeng Honda MacPro Racing Team    | Honda Civic Type R TCR  | 77 | Daniel Lloyd    |        | 2-4  |
| Eurasia Motorsport                   | Hyundai i30 N TCR       | 20 | Daniel Miranda  |        | 1-5  |
| Eurasia Motorsport                   | Hyundai i30 N TCR       | 30 | Hua Yang Gao    |        | 1-5  |
| T.A. Motorsport                      | Audi RS3 LMS TCR        | 26 | Filipe de Souza |        | 2-3  |
| T.A. Motorsport                      | Audi RS3 LMS TCR        | 48 | James Wong      |        | 3-4  |
| T.A. Motorsport                      | Volkswagen Golf GTI TCR | 66 | Michael Wong    |        | 3    |
| Alphafactory Racing Team by Pulzar   | CUPRA TCR               | 33 | Jakrapan Davee  |        | 1, 5 |
| Liqui Moly Team NewFaster            | CUPRA TCR               | 33 | Alex Liu        |        | 2-3  |
| Liqui Moly Team NewFaster            | Audi RS3 LMS TCR        | 81 | Terry Huang     |        | 2-4  |
| Liqui Moly Team NewFaster            | Audi RS3 LMS TCR        | 86 | Kenneth Look    |        | 2-4  |
| Viper Niza Racing                    | CUPRA TCR               | 65 | Douglas Khoo    | Cup    | 1-5  |
| Solite Indigo Racing                 | Hyundai i30 N TCR       | 74 | Pepe Oriola     |        | 1-5  |
| Solite Indigo Racing                 | Hyundai i30 N TCR       | 97 | Kim Jin Soo     |        | 1-5  |
| Elegant Racing Team                  | CUPRA TCR               | 88 | Kelvin Wong     | Cup    | 3-4  |

## Calendario
| Gara | Gara | Circuito                            | Data         | Supporto         |
| ---- | ---- | ----------------------------------- | ------------ | ---------------- |
| 1    | G1   | Circuito di Sepang                  | 6 aprile     |                  |
| 1    | G2   | Circuito di Sepang                  | 7 aprile     |                  |
| 2    | G3   | Circuito internazionale di Zhuhai   | 3 maggio     | TCR China Series |
| 2    | G4   | Circuito internazionale di Zhuhai   | 4 maggio     | TCR China Series |
| 3    | G5   | Circuito di Shanghai                | 1º giugno    | TCR China Series |
| 3    | G6   | Circuito di Shanghai                | 2 giugno     | TCR China Series |
| 4    | G7   | Circuito internazionale di Zhejiang | 6 luglio     | TCR China Series |
| 4    | G8   | Circuito internazionale di Zhejiang | 7 luglio     | TCR China Series |
| 5    | G9   | Bangsaen Street Circuit             | 1º settembre |                  |
| 5    | G10  | Bangsaen Street Circuit             | 1º settembre |                  |

## Risultati e classifiche

### Gare
| Rnd. | Rnd. | Circuito | Pole position | Giro veloce   | Pilota vincitore | Scuderia vincitrice               | Vincitore Cup       |
| ---- | ---- | -------- | ------------- | ------------- | ---------------- | --------------------------------- | ------------------- |
| 1    | 1    | Sepang   | Luca Engstler | Luca Engstler | Luca Engstler    | Liqui Moly Team Engstler          | Douglas Khoo        |
| 1    | 2    | Sepang   |               | Diego Morán   | Diego Morán      | Volkswagen Team Oettinger         | Douglas Khoo        |
| 2    | 3    | Zhuhai   | Luca Engstler | Luca Engstler | Luca Engstler    | Liqui Moly Team Engstler          | Roland Hertner      |
| 2    | 4    | Zhuhai   |               | Luca Engstler | Luca Engstler    | Liqui Moly Team Engstler          | Nessun classificato |
| 3    | 5    | Shanghai | Diego Morán   | Luca Engstler | Daniel Lloyd     | Dongfeng Honda MacPro Racing Team | Kelvin Wong         |
| 3    | 6    | Shanghai |               | Luca Engstler | Luca Engstler    | Liqui Moly Team Engstler          | Kelvin Wong         |
| 4    | 7    | Zhejiang | Luca Engstler | Luca Engstler | Luca Engstler    | Liqui Moly Team Engstler          | Kelvin Wong         |
| 4    | 8    | Zhejiang |               | Luca Engstler | Diego Morán      | Liqui Moly Team Engstler          | Kelvin Wong         |
| 5    | 9    | Bangsaen | Luca Engstler | Diego Morán   | Diego Morán      | Liqui Moly Team Engstler          | Roland Hertner      |
| 5    | 10   | Bangsaen |               | Diego Morán   | Diego Morán      | Liqui Moly Team Engstler          | Douglas Khoo        |

### Classifiche

#### Classifica piloti
| Pos.                      | Pilota          | SEP | SEP | ZHU | ZHU | SHA | SHA | ZHE | ZHE | BAN | BAN | Punti |
| ------------------------- | --------------- | --- | --- | --- | --- | --- | --- | --- | --- | --- | --- | ----- |
| 1                         | Luca Engstler   | 1   | Rit | 1   | 1   | 2   | 1   | 1   | 3   | 2   | 3   | 221   |
| 2                         | Diego Morán     | 3   | 1   | 7   | 2   | 5   | 4   | 4   | 1   | 1   | 1   | 206   |
| 3                         | Pepe Oriola     | 4   | 3   | 2   | Rit | 4   | 2   | 2   | 2   | 6   | 2   | 156   |
| 4                         | Daniel Miranda  | 6   | 2   | Rit | 3   | 9   | 5   | 6   | SQ  | Rit | 6   | 84    |
| 5                         | Hua Yang Gao    | 10  | 10  | 10  | 6   | 11  | 11  | 9   | 7   | 3   | 4   | 71    |
| 6                         | Kim Jin Soo     | 8   | 8   | 12  | 10  | 7   | 10  | 7   | 8   | Rit | NP  | 58    |
| 7                         | Adam Khalid     | 7   | 6   | Rit | Rit | 15  | 9   | 5   | 5   | Rit | NP  | 47    |
| 8                         | Alex Hui        | NP  | Rit | 5   | 4   | Rit | 7   |     |     |     |     | 39    |
| 9                         | Roland Hertner  | 12  | 9   | 8   | Rit | 12  | 13  | 13  | 12  | 4   | Rit | 38    |
| 10                        | Douglas Khoo    | 9   | 7   | Rit | Rit | 14  | 16  | Rit | 15  | 5   | 5   | 36    |
| 11                        | Théo Coicaud    | 2   | 4   |     |     |     |     |     |     |     |     | 34    |
| 12                        | Jakraphan Davee | 5   | 5   |     |     |     |     |     |     | Rit | NP  | 21    |
| 13                        | Kelvin Wong     |     |     |     |     | 8   | 8   | 12  | 9   |     |     | 19    |
| 14                        | David Lau       | Rit | 12  |     |     |     |     |     |     | 7   | Rit | 6     |
| 15                        | Sunny Wong      |     |     |     |     | Rit | 12  |     |     |     |     | 5     |
| 16                        | Cherry Cheung   |     |     | 13  | Rit |     |     |     |     |     |     | 4     |
| 17                        | Michael Choi    | 11  | 11  |     |     |     |     |     |     |     |     | 0     |
| 18                        | Kenneth Lau     | Rit | NP  |     |     |     |     |     |     |     |     | 0     |
| Piloti non classificabili |                 |     |     |     |     |     |     |     |     |     |     |       |
| -                         | Daniel Lloyd    |     |     | 3   | 7   | 1   | 3   | SQ  | 6   |     |     | 0     |
| -                         | Martin Xie      |     |     | 6   | Rit | 2   | Rit | 10  | 16  |     |     | 0     |
| -                         | Terry Huang     |     |     | 9   | 5   | 6   | 6   | 3   | 4   |     |     | 0     |
| -                         | Filipe de Souza |     |     | 4   | Rit | Rit | Rit |     |     |     |     | 0     |
| -                         | Kenneth Look    |     |     | 11  | 11  | 10  | 14  | 8   | 11  |     |     | 0     |
| -                         | Lin Li          |     |     | Rit | 8   | 13  | Rit |     |     |     |     | 0     |
| -                         | Alex Liu        |     |     | 14  | 9   | 16  | Rit |     |     |     |     | 0     |
| -                         | Zhang Zhen Dong |     |     |     |     |     |     | 11  | 10  |     |     | 0     |
| -                         | Zou Si Rui      |     |     |     |     |     |     | 13  | 14  |     |     | 0     |
| -                         | Rodolfo Ávila   |     |     |     |     |     |     | 16  | 13  |     |     | 0     |
| -                         | James Wong      |     |     |     |     | 17  | 17  | 15  | 17  |     |     | 0     |
| -                         | Michael Wong    |     |     |     |     | 18  | 18  |     |     |     |     | 0     |
| Pos.                      | Pilota          | SEP | SEP | ZHU | ZHU | SHA | SHA | ZHE | ZHE | BAN | BAN | Punti |

| Colore  | Risultato             |
| ------- | --------------------- |
| Oro     | Vincitore             |
| Argento | 2º posto              |
| Bronzo  | 3º posto              |
| Verde   | Finito a punti        |
| Blu     | Finito senza punti    |
| Viola   | Ritirato (Rit)        |
| Viola   | Non classificato (NC) |
| Rosso   | Non qualificato (NQ)  |
| Nero    | Squalificato (SQ)     |
| Bianco  | Non partito (NP)      |
| Bianco  | Non ha gareggiato     |
| Bianco  | Infortunato (INF)     |
| Bianco  | Escluso (ES)          |
| Bianco  | Gara cancellata (C)   |

#### Classifica scuderie
| Pos.                        | Scuderia                             | SEP | SEP | ZHU | ZHU | SHA | SHA | ZHE | ZHE | BAN | BAN | Punti |
| --------------------------- | ------------------------------------ | --- | --- | --- | --- | --- | --- | --- | --- | --- | --- | ----- |
| 1                           | Hyundai Team Engstler                | 1   | 4   | 1   | 1   | 2   | 1   | 1   | 1   | 1   | 1   | 419   |
| 1                           | Hyundai Team Engstler                | 2   | Rit | 7   | 2   | 5   | 4   | 4   | 3   | 2   | 3   | 419   |
| 2                           | Solite Indigo Racing                 | 4   | 3   | 2   | 10  | 4   | 2   | 2   | 2   | 6   | 2   | 214   |
| 2                           | Solite Indigo Racing                 | 8   | 8   | 12  | Rit | 7   | 10  | 7   | 8   | Rit | NP  | 214   |
| 3                           | Eurasia Motorsport                   | 6   | 2   | 10  | 3   | 9   | 5   | 6   | SQ  | 3   | 4   | 156   |
| 3                           | Eurasia Motorsport                   | 10  | 10  | Rit | 6   | 11  | 11  | 7   | 8   | Rit | 6   | 156   |
| 4                           | Volkswagen Team Oettinger            | 3   | 1   | 8   | Rit | 12  | 9   | 5   | 5   | 4   | Rit | 125   |
| 4                           | Volkswagen Team Oettinger            | 7   | 6   | Rit | Rit | 15  | 13  | 13  | 12  | Rit | NP  | 125   |
| 5                           | TeamWork Motorsport                  | NP  | 12  | 5   | 4   | Rit | 7   |     |     | 7   | Rit | 54    |
| 5                           | TeamWork Motorsport                  | Rit | Rit | 13  | Rit | Rit | 12  |     |     |     |     | 54    |
| 6                           | Viper Niza Racing                    | 9   | 7   | Rit | Rit | 14  | 16  | Rit | 15  | 5   | 5   | 36    |
| 7                           | Alphafactory Racing Team by Pulzar   | 5   | 5   |     |     |     |     |     |     | Rit | NP  | 21    |
| 8                           | Elegant Racing Team                  |     |     |     |     | 8   | 8   | 12  | 9   |     |     | 19    |
| 9                           | Prince Racing                        | 11  | 11  |     |     |     |     |     |     |     |     | 1     |
| 9                           | Prince Racing                        | Rit | NP  |     |     |     |     |     |     |     |     | 1     |
| Scuderie non classificabili |                                      |     |     |     |     |     |     |     |     |     |     |       |
| -                           | Dongfeng Honda MacPro Racing Team    |     |     | 3   | 7   | 1   | 3   | 10  | 6   |     |     | 0     |
| -                           | Dongfeng Honda MacPro Racing Team    |     |     | 6   | Rit | 2   | Rit | 13  | 14  |     |     | 0     |
| -                           | Liqui Moly Team NewFaster            |     |     | 9   | 5   | 6   | 6   | 3   | 4   |     |     | 0     |
| -                           | Liqui Moly Team NewFaster            |     |     | 11  | 9   | 10  | 14  | 8   | 11  |     |     | 0     |
| -                           | T. A. Motorsport                     |     |     | 4   | Rit | 17  | 17  | 15  | 17  |     |     | 0     |
| -                           | T. A. Motorsport                     |     |     |     |     | Rit | Rit |     |     |     |     | 0     |
| -                           | Leo Racing Volkswagen Team Oettinger |     |     | Rit | 8   | 13  | Rit |     |     |     |     | 0     |
| -                           | MG XPower Racing                     |     |     |     |     |     |     | 11  | 10  |     |     | 0     |
| -                           | MG XPower Racing                     |     |     |     |     |     |     | 16  | 13  |     |     | 0     |
| Pos.                        | Scuderia                             | SEP | SEP | ZHU | ZHU | SHA | SHA | ZHE | ZHE | BAN | BAN | Punti |

| Colore  | Risultato             |
| ------- | --------------------- |
| Oro     | Vincitore             |
| Argento | 2º posto              |
| Bronzo  | 3º posto              |
| Verde   | Finito a punti        |
| Blu     | Finito senza punti    |
| Viola   | Ritirato (Rit)        |
| Viola   | Non classificato (NC) |
| Rosso   | Non qualificato (NQ)  |
| Nero    | Squalificato (SQ)     |
| Bianco  | Non partito (NP)      |
| Bianco  | Non ha gareggiato     |
| Bianco  | Infortunato (INF)     |
| Bianco  | Escluso (ES)          |
| Bianco  | Gara cancellata (C)   |

#### Classifica piloti Cup
| Pos. | Pilota         | SEP | SEP | ZHU | ZHU | SHA | SHA | ZHE | ZHE | BAN | BAN | Punti |
| ---- | -------------- | --- | --- | --- | --- | --- | --- | --- | --- | --- | --- | ----- |
| 1    | Roland Hertner | 12  | 9   | 8   | Rit | 12  | 13  | 13  | 12  | 4   | Rit | 186   |
| 2    | Douglas Khoo   | 9   | 7   | Rit | Rit | 14  | 16  | Rit | 15  | 5   | 5   | 168   |
| 3    | Kelvin Wong    |     |     |     |     | 8   | 8   | 12  | 9   |     |     | 55    |
| 4    | David Lau      | Rit | 12  |     |     |     |     |     |     | 7   | Rit | 30    |
| 5    | Cherry Cheung  |     |     | 13  | Rit |     |     |     |     |     |     | 18    |
| -    | Kenneth Lau    | Rit | NP  |     |     |     |     |     |     |     |     | 0     |
| Pos. | Pilota         | SEP | SEP | ZHU | ZHU | SHA | SHA | ZHE | ZHE | BAN | BAN | Punti |

| Colore  | Risultato             |
| ------- | --------------------- |
| Oro     | Vincitore             |
| Argento | 2º posto              |
| Bronzo  | 3º posto              |
| Verde   | Finito a punti        |
| Blu     | Finito senza punti    |
| Viola   | Ritirato (Rit)        |
| Viola   | Non classificato (NC) |
| Rosso   | Non qualificato (NQ)  |
| Nero    | Squalificato (SQ)     |
| Bianco  | Non partito (NP)      |
| Bianco  | Non ha gareggiato     |
| Bianco  | Infortunato (INF)     |
| Bianco  | Escluso (ES)          |
| Bianco  | Gara cancellata (C)   |